# Prokijon
Prokijon je najsvetlejša zvezda v ozvezdju Mali pes in je običajno osma najsvetlejša zvezda na nočnem nebu z navideznim sijem 0,34. Ima Bayerjevo poimenovanje α Canis Minoris, kar je latinizirano v Alfa Canis Minoris in okrajšano v α CMi ali Alfa CMi. Odprava astrometričnega satelita Hipparcos Evropske vesoljske agencije je določila, da ta sistem leži na razdalji le 11,46 svetlobnih let (3,51 parskov) in je tako en od Zemlji najbližjih zvezdnih sosedov.
Prokijon je sistem binarnih zvezd, ki ga sestavljata zvezda glavnega niza belega odtenka spektralnega tipa F5 IV–V, z oznako A, v orbiti z bledo belo pritlikavko spektralnega tipa DQZ, po imenu Prokijon B. Par orbitira drug drugega s periodo 40,84 let in ekscentričnostjo 0,4.

## Opazovanje
Prokijon je običajno osma najsvetlejša zvezda na nočnem nebu in kulminira 14. januarja ob polnoči. V kombinaciji s Sirijem in Betelgezo je eno od treh oglišč asterizma zimski trikotnik. Najboljše obdobje za večerno opazovanje Prokijona je pozna zima na Severni polobli.
Ima barvni indeks 0,42, njegov odtenek opisujejo kot bledo rumen.

## Zvezdni sistem
Prokijon je sistem binarnih zvezd, v katerem ima primarna komponenta, Prokijon A, navidezni sij 0,34, bledi spremljevalec Prokijon B pa ima sij 10,7. Par orbitira drug drugega s periodo 40,84 let vzdolž eliptične orbite z ekscentričnostjo 0,4, kar je bolj ekscentrično od Merkurja. Ravnina njune orbite je nagnjena pod kotom 31,1° na vidno linijo z Zemljo. Povprečna ločitev obeh komponent je 15 astronomskih enot, malo manj kot razdalja med Uranom in Soncem, čeprav ju ekscentrična orbita nosi od 8,9 do 21 astronomskih enot.

### Prokijon A
Primarna zvezda ima zvezdno oznako F5IV–V, kar kaže na to, da je pozna zvezda glavnega niza tipa F. Prokijon A je za svoj spektralni razred svetel, kar nakazuje to, da se razvija v podorjakinjo, ki je skoraj zlila svoj vodik v helij, po čemer se bo povečala, saj se jedrske reakcije premikajo izven jedra. Ko raste še naprej, se bo povečala na 80 do 150-krat glede na zdajšnji premer in bo postala rdeče ali oranžne barve. To se bo najverjetneje zgodilo v naslednjih 10 do 100 milijonih let.
Dejanska temperatura v zvezdni atmosferi je ocenjena na 6530 K, kar daje Prokijonu A bel odtenek. Njegova masa je 1,5-krat večja od Sončeve, njegov polmer je dvakrat večji od Sončevega, njegova svetlost pa je sedemkrat večja od Sončeve. Tako jedro kot tudi ovojnica sta konvektivni; obe regiji ločuje široko območje sevanja.

#### Oscilacije
Konec junija 2004 je kanadski orbitalni satelitski teleskop MOST izvedel 32-dnevno opazovanje Prokijona A. Trajni optični monitoring je bil namenjen za potrditev oscilacij v svetlosti, kot so na Soncu, pri opazovanju z Zemlje in za omogočanje asteroseizmologije. Oscilacije niso bile zaznane in avtorji so trdili, da bi morala biti teorija zvezdnih oscilacij ponovno preverjena. Drugi pa so trdili, da je bilo neodkritje konsistentno z objavljenimi zemeljskimi opazovanji radialne hitrosti oscilacij, kot so Sončne. Poznejša opazovanja radialne hitrosti so potrdila, da Prokijon res oscilira.
Fotometrične meritve z Nasinega satelita WIRE med letoma 1999 in 2000 so potrdile granulacijo (konvekcijo blizu površine zvezde) in oscilacije, kot so na Soncu. Za razliko od rezultatov MOST, so bile variacije v fotometriji WIRE skladne z meritvami radialne hitrosti z Zemlje. Dodatna opazovanja z MOST iz leta 2007 so zaznala oscilacije.

### Prokijon B
Prokijon B je kot Sirij B bela pritlikavka, o kateri se je sklepalo na podlagi astrometričnih podatkov veliko preden je bila opazovana. O njenem obstoju je sklepal že nemški astronom Friedrich Bessel leta 1844, njene orbitalne elemente je izračunal njegov rojak Arthur Auwers leta 1862 kot del svoje dizertacije, vendar je bila vizualno opazovana šele leta 1896, ko jo je John Martin Schaeberle opazoval na predpostavljani poziciji s 36-paličnim refraktorjem na Lick observatoriju. Z Zemlje jo je težje opazovati kot Sirij B zaradi večje razlike v navideznem siju in manjši kotni ločitvi od svoje primarne zvezde.
Z 0,6 Sončeve mase je Prokijon B veliko manj masiven od Sirija B, vendar posebnosti degenerirane snovi zagotavljajo, da je večji od svojega boj znanega soseda z ocenjenim polmerom 8600 km, pri 5800 km polmeru Sirija B. Polmer se ujema z modeli belih pritlikavk, ki predpostavljajo ogljikovo jedro. Ima zvezdno klasifikacijo DQZ in atmosfero, v kateri prevladuje helij s sledmi težkih elementov. Masa Prokijona B je iz neznanih razlogov nenavadno majhna za belo pritlikavko. S površinsko temperaturo 7740 K je tudi veliko hladnejša od Sirija B; to je dokaz za njeno manjšo maso in večjo starost. Masa materinske zvezde Prokijona V je bila okrog 2,59+0,22
−0,18 M☉ in je prišla do konca svojega življenja okrog 1,19±0,11 mrd let nazaj po življenjski dobi zvezde glavnega niza 680 ± 170 milijonov let nazaj.